# Sapium haematospermum
Sapium haematospermum es una especie arbórea perteneciente a la familia de las Euforbiáceas

## Descripción
Alcanza un tamaño de hasta 10 m de altura;  de la familia de las Euphorbiaceae. Esta especie llega hasta Buenos Aires en el delta del río Paraná ( Boelcke 1981), formando parte de la selva en galería de dicho río y de los palmares de Copernicia alba.Se encuentran ejemplares en las proximidades del río Ctalamochita, en el parque Tau de Bell Ville y en campos aledaños, se ha identificado en "El Algarrobal" de Villa María, así como en otros sitios de preservación de flora y fauna nativa ubicados cerca del río. 
Tiene frutos rojos llamativos, presenta abundante látex. Ornamental.

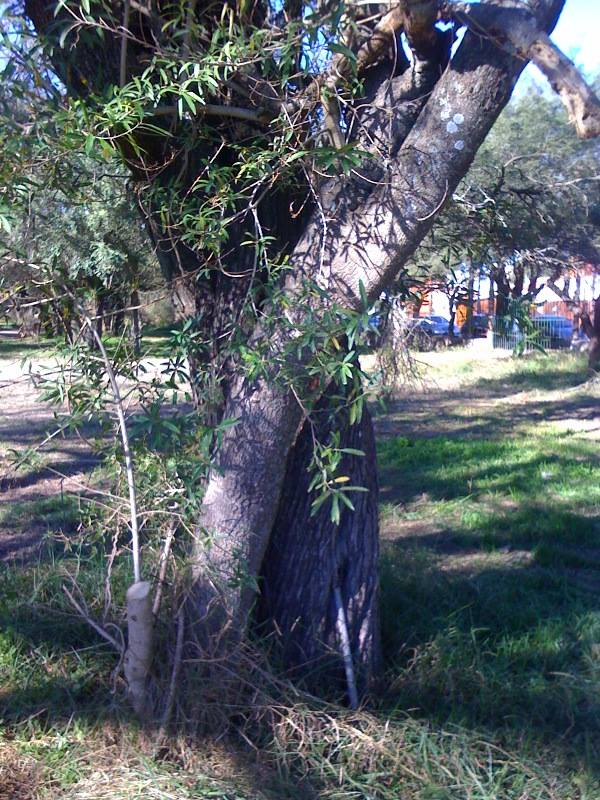
Ejemplar en Parque Tau de Bell Ville,Argentina

## Nombre común
- “Kurupí”, “curupí", “Kurupika'y”, “curupí-caí", “curupicay”, “kambyretã”, “cambiretá”, “lecherón", “palo leche",  “pega-pega", “ñipi-ñipi", “punua"

## Hospedera
Es planta hospedadora de coleópteros Cerambycidae en Argentina 

## Usos
El “kurupí", “kambyretã” (llamado así en la zona norte de Corrientes) o “lecherón” es de alguna forma similar al árbol del caucho  (Hevea brasiliensis). Se lo usa en el campo para hacer el pega-pega: pegamento casero. Se hace fluir la goma desde tajos verticales en la corteza. En los ensayos de reemplazo del látex de aquel por el del curupí, si bien pueden obtenerse cubiertas para vehículos, resulta costosa la separación de la goma de la resina. 
En el noroeste argentino, se utilizan la tintura natural de la corteza del lecherón o curupí para teñir de amarillo-oro los hilos de algodón y de lana, y géneros ; y la corteza para curtir cueros de cabritos .

## Taxonomía
Sapium haematospermum fue descrita por Johannes Müller Argoviensis y publicado en Linnaea 34: 217. 1865.
Sinonimia
- Excoecaria biglandulosa  (Müll.Arg.) Müll.Arg.
- Excoecaria haematosperma
- Sapium aucuparium
- Sapium biglandulosum
- Sapium gibertii
- Sapium haematospermum
- Sapium linearifolium
- Sapium longifolium
- Sapium stenophyllum
- Stillingia sylvatica
- Excoecaria tijueensis Müll.Arg.
- Sapium bolivianum Pax & K.Hoffm.
- Sapium cupuliferum Herzog
- Sapium gibertii Hemsl.
- Sapium rojasii H.Lév.
- Sapium squarrosum Klotzsch ex Pax
- Sapium tijucense Huber
- Stillingia salicifolia Klotzsch ex Baill.
- Stillingia sylvatica var. paraguayensis Morong[2]